# وقتی دژخیم می‌گرید
وقتی دژخیم می‌گرید نام یک مجموعه تلویزیونی ایرانی است که در سال ۱۳۵۳ به کارگردانی «سهراب اخوان» و بر اساس فیلمنامه‌ای از سبکتکین سالور  ساخته شد و از تلویزیون ملی ایران پخش گردید.

## خلاصه داستان
این سریال مذهبی درباره وقایع عاشورا و طفلان مسلم است. عبدالله و محمد، دو طفل مسلم بن عقیل، به دست عوامل ابن زیاد اسیر می‌شوند. زندانبانی به نام «هاشم» درصدد نجات آنان بر می‌آید، اما موفق نمی‌شود.

## بازیگران و عوامل تولید

### بازیگران
- مهری ودادیان
- محسن زهتاب
- کیخسرو بهروزی
- مجید گل‌بابایی
- سیروس صابر
- بهروز بهرام‌زند
- سنجر سالور

### عوامل تولید
- تهیه‌کننده و کارگردان: سهراب اخوان
- نویسنده: سبکتکین سالور
- محصول: تلویزیون ملی ایران
- سال تولید: ۱۳۵۳